# الکساندر دیویس
الکساندر جکسون دیویس (به انگلیسی: Alexander J. Davis) متولد ۱۸۰۳ در نیویورک، معمار قرن نوزده آمریکایی بود.
او در ۱۸۹۳ فوت کرد و آثار متعددی از خود بر جای گذاشت، و بیشتر بخاطر آثار خود در سبک یونانی جدید (به انگلیسی: Greek revival) به یاد است

## نگارخانه

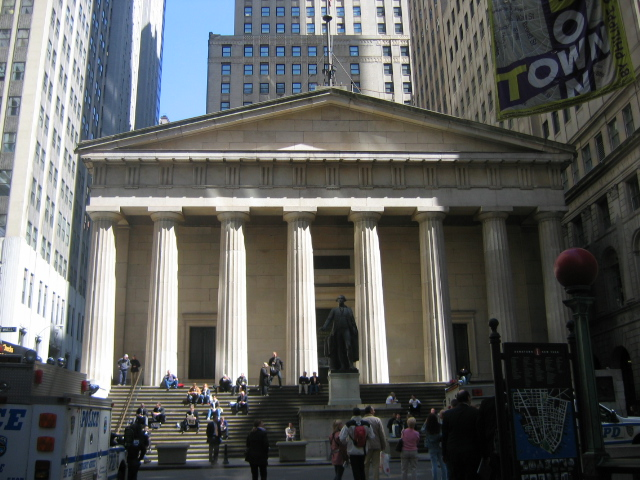
فدرال هال، نیویورک سیتی
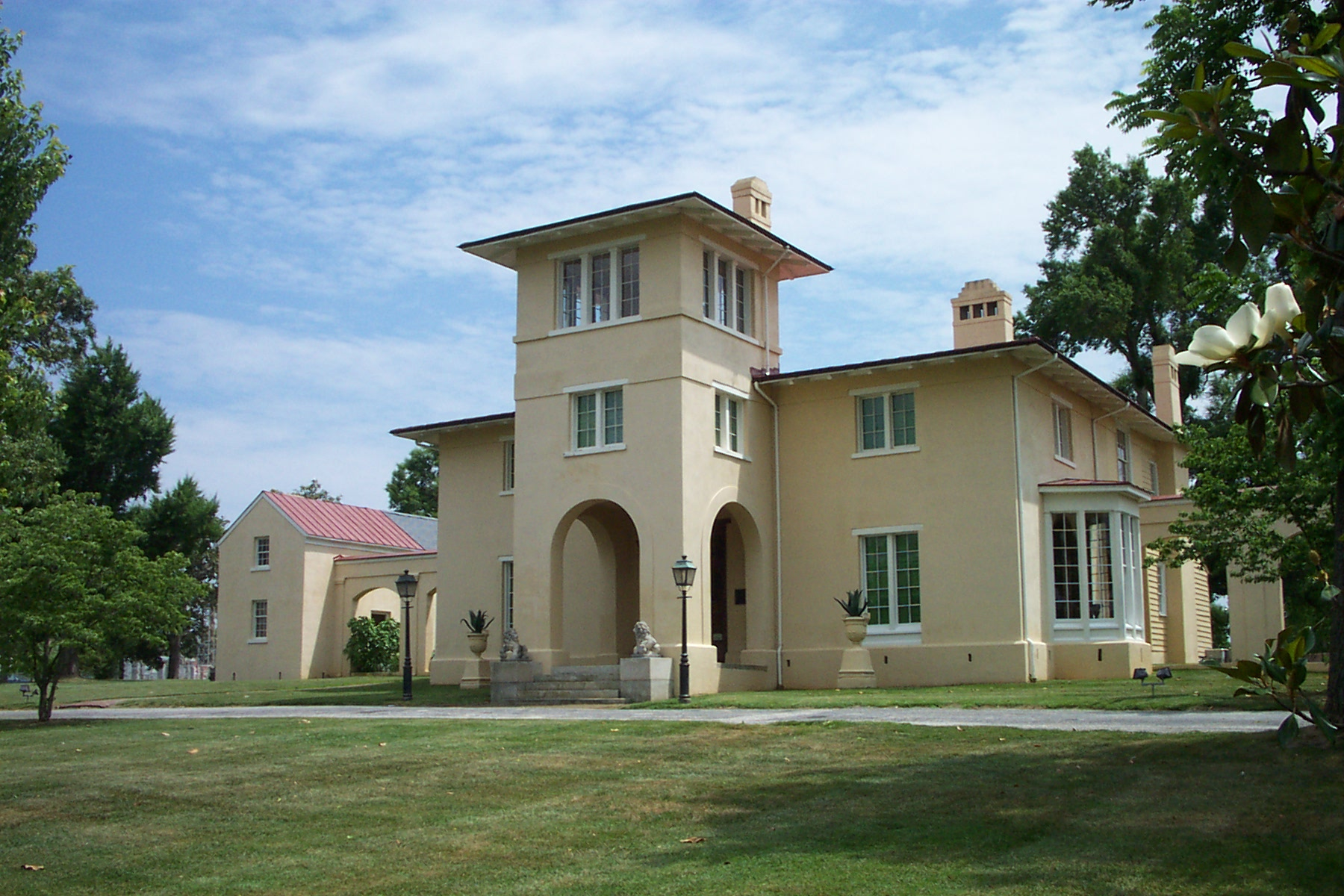
بلندوود مانسیون، گرینزبورو - کارولینای شمالی
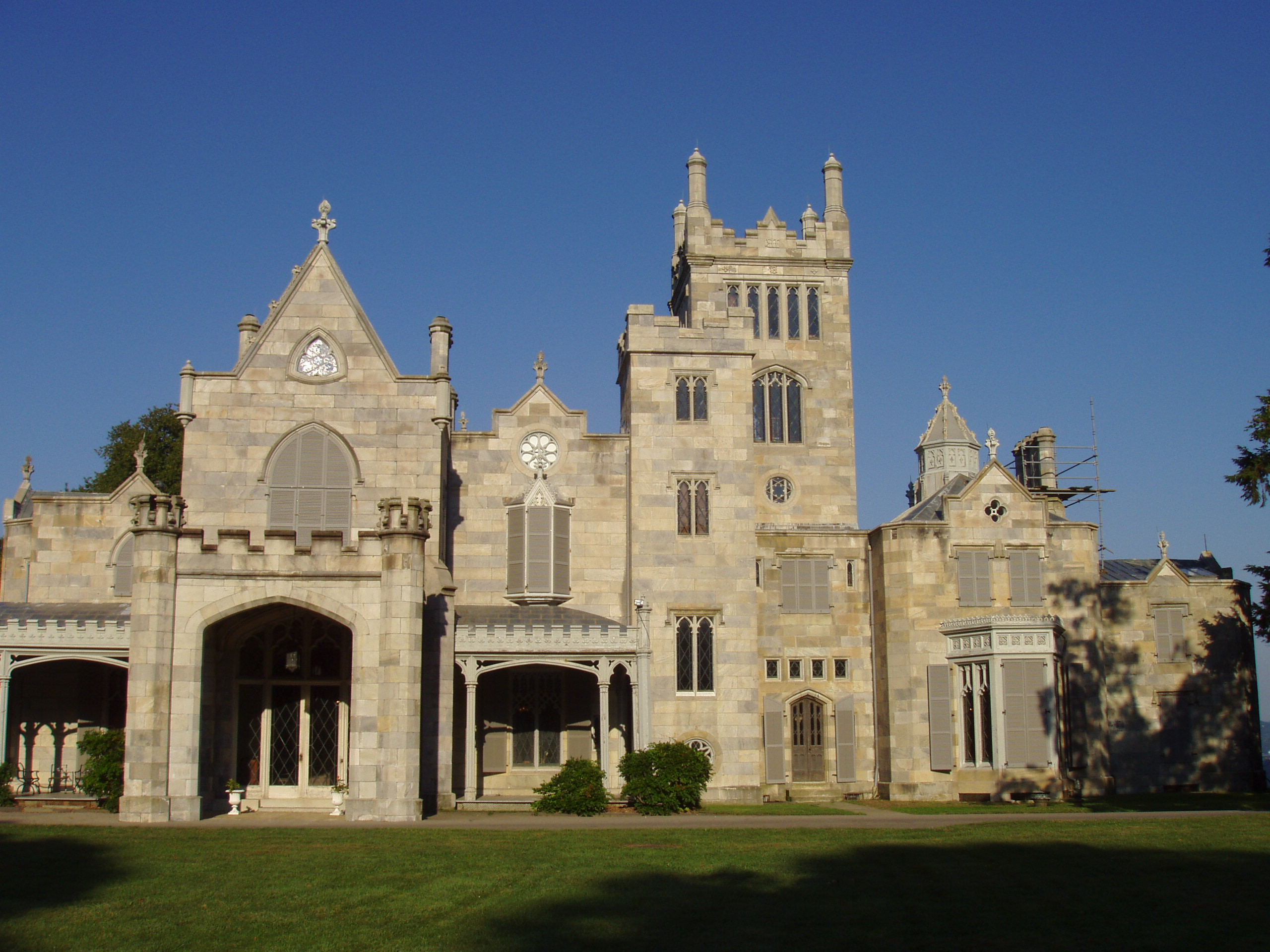
نمای بیرونی لیندهورست، نیویورک
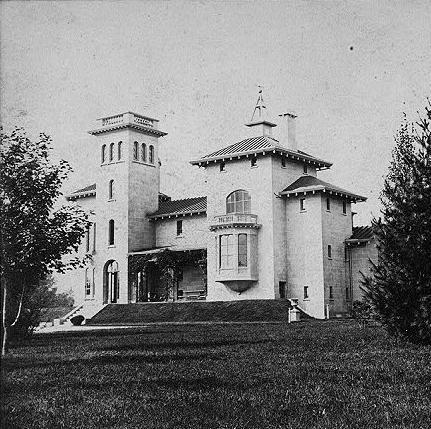
وینیاه پارک، نیو یورک

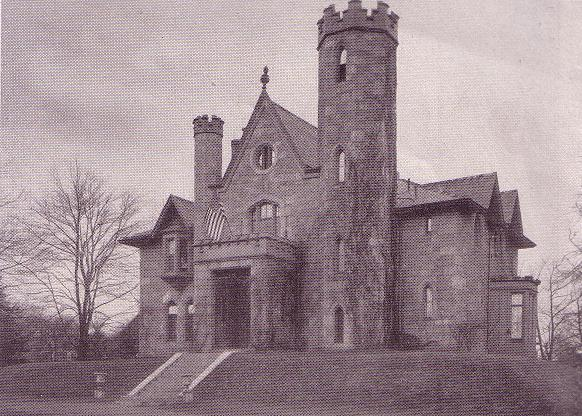
تودور ویلا، نیو روشل، نیویورک
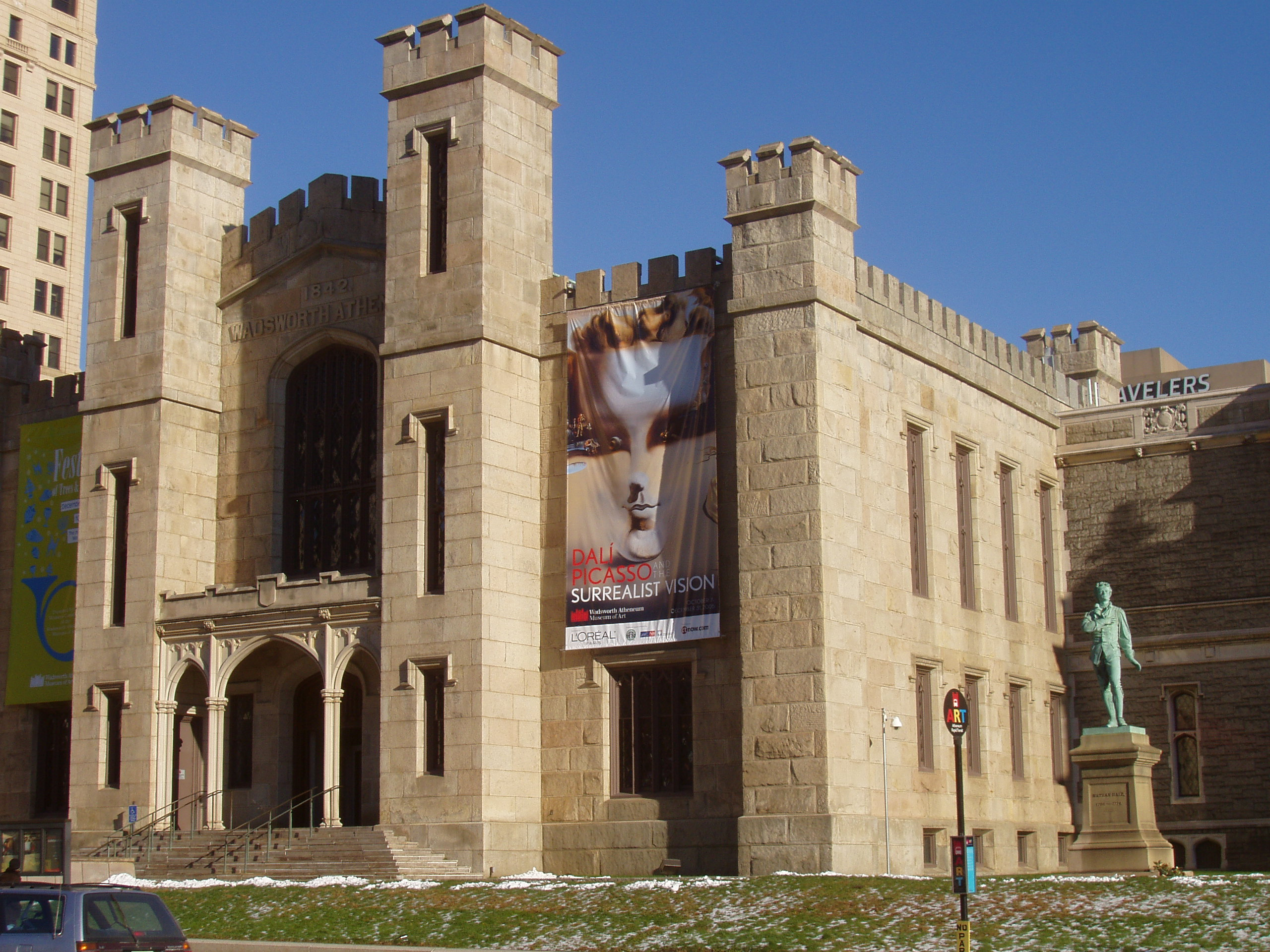
وادسوروث آتنیوم، هارتفرود کنتیکت
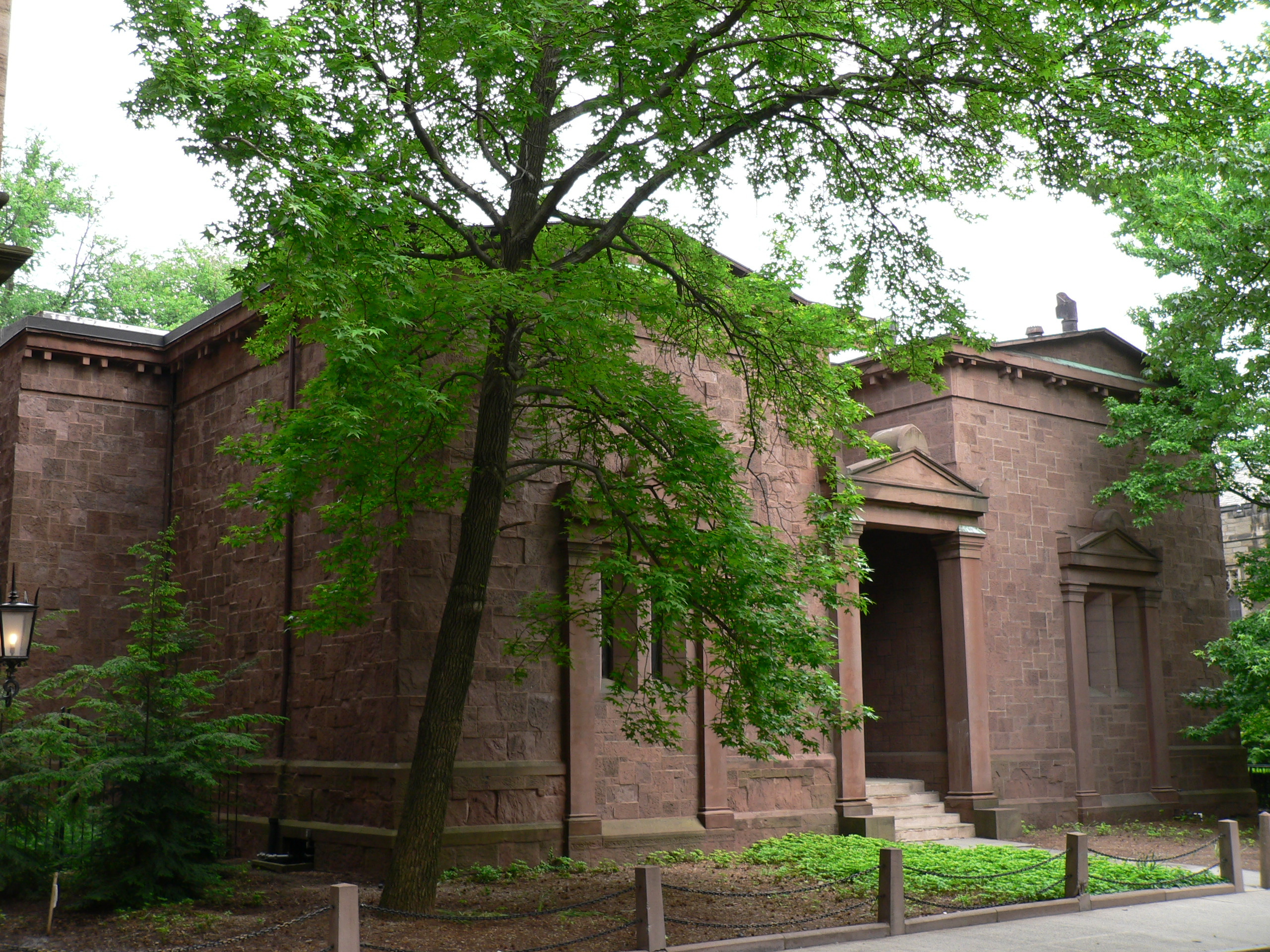
کالج ییل

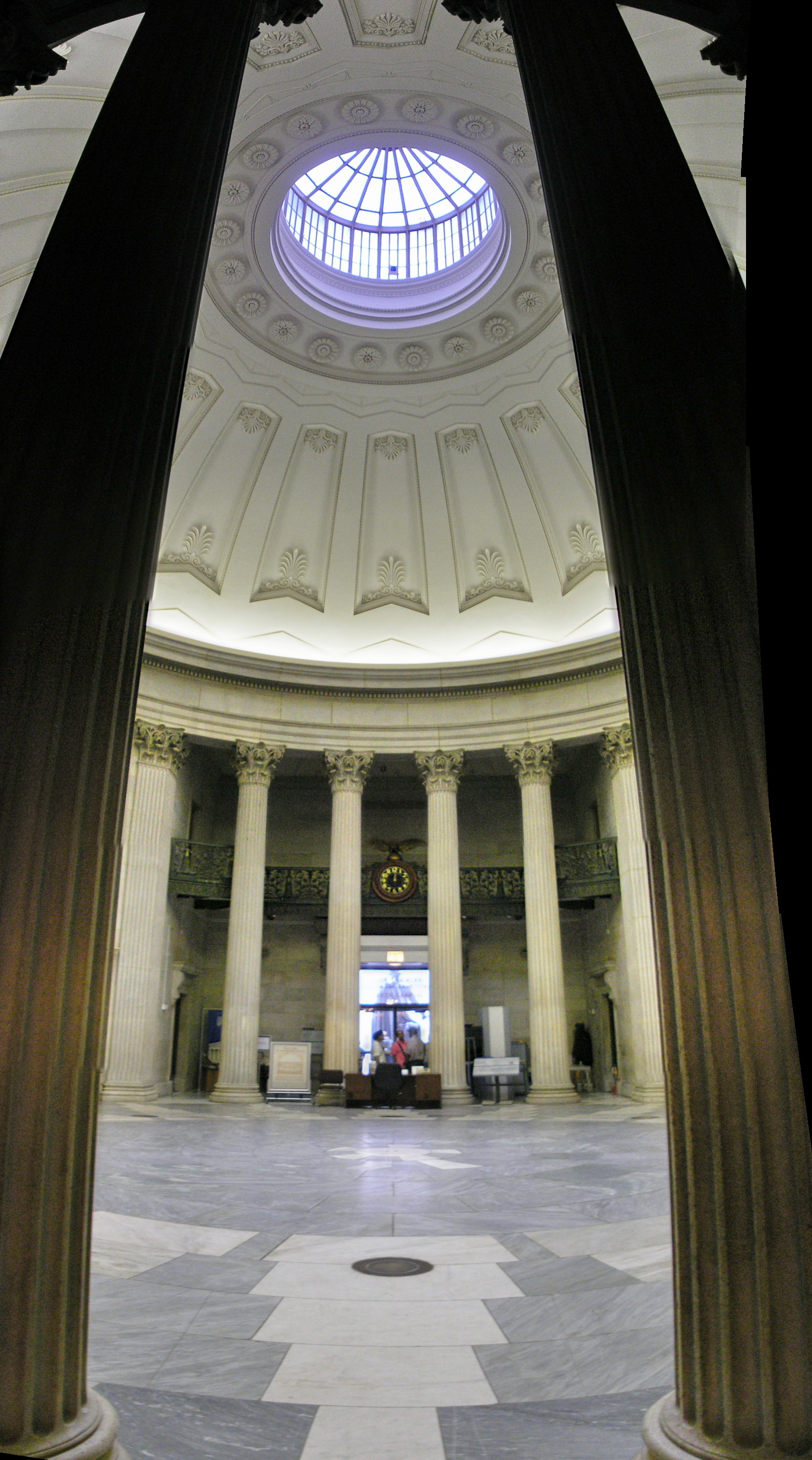
ساختمان فدرال هال در نیویورک
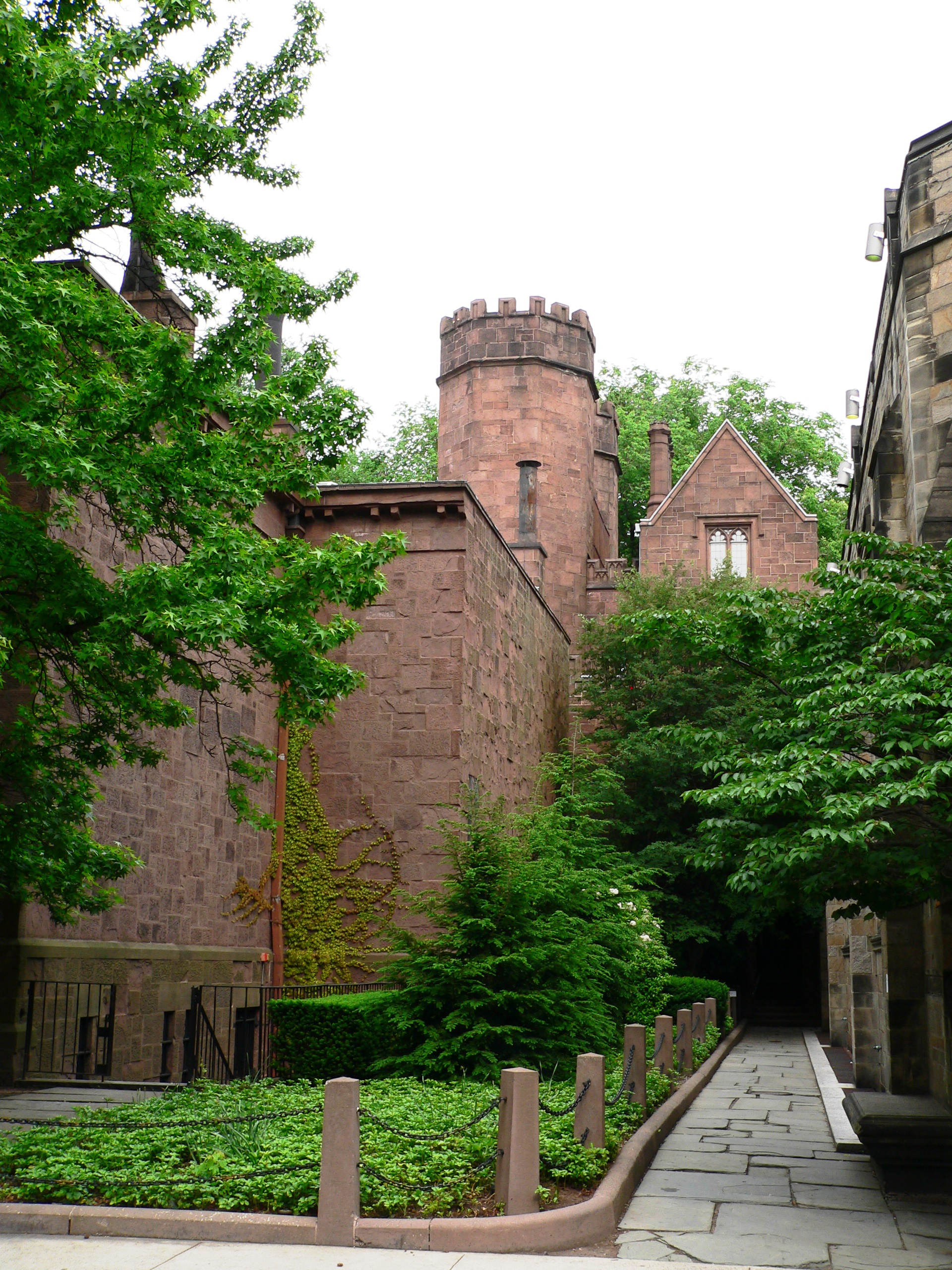
کالج ییل